# Empire of Light
Empire of Light (dt. etwa „Reich des Lichts“) ist ein Spielfilm von Sam Mendes aus dem Jahr 2022. Die Hauptrollen in dem historischen Liebesfilm übernahmen Olivia Colman und Micheal Ward.
Die britisch-amerikanische Koproduktion wurde am 3. September 2022 beim US-amerikanischen Telluride Film Festival uraufgeführt. Ein Kinostart in den USA fand Anfang Dezember 2022 statt. In Deutschland war der Film im Oktober 2022 bei den Internationalen Hofer Filmtagen zu sehen, Kinostart ist hier der 20. April 2023.

## Handlung
Die Liebesgeschichte spielt in den 1980er-Jahren vor dem Hintergrund eines altehrwürdigen Kinos namens Empire Cinema an der Küste Südenglands. Dessen Empfang wird geführt von der einsamen Hilary, einer Frau mittleren Alters, die unter einer bipolaren Störung leidet. Der Kinobesitzer Mr. Ellis nutzt Hilary sexuell und emotional aus, was von ihren Kollegen nicht unbemerkt bleibt. Dennoch finden sie sich damit ab, da Hilary viel ruhiger geworden ist, nachdem Mr. Ellis sie immer öfter in sein Büro gebeten hat.
Als mit Stephen ein neuer eifriger Angestellter im Kino anfängt, nimmt ihn Hilary unter ihre Fittiche und führt ihn in die täglich zu erledigenden Aufgaben ein. Dabei kommen der junge Mann und sie einander näher. Sie beginnen schließlich eine romantische Beziehung, obwohl Hilary mit einer unheilvollen Vergangenheit und ihrer psychischen Gesundheit zu kämpfen hat. Stephen wiederum ist als Afroeuropäer aufgrund seiner Hautfarbe Rassismus ausgesetzt. Beide sind von unkontrollierbaren Aggressionen durchdrungen und haben unterschiedliche Zukunftspläne. Schon bald müssen Hilary und Stephen einsehen, dass ihre Beziehung nicht von Dauer sein wird.

## Hintergrund
Empire of Light ist der neunte Kinospielfilm von Sam Mendes. Das Projekt wurde Anfang April 2021 angekündigt. Beim Verfassen der Originalgeschichte agierte der britische Regisseur erstmals als alleinverantwortlicher Drehbuchautor. Auch übernahm er gemeinsam mit Pippa Harris für Neal Street Productions in Zusammenarbeit mit Searchlight Pictures die Produktion. Beide hatten zuletzt an Mendes’ vorangegangenem erfolgreichen Kriegsdrama 1917 zusammengearbeitet. Kamera und Schnitt vertraute Mendes seinen langjährigen Weggefährten Roger Deakins und Lee Smith an, die das fünfte bzw. dritte Mal mit ihm arbeiten. Weitere mit ihm vertraute Mitglieder des Filmstabs waren die Maskenbildnerin Naomi Donne, der Tontechniker Stuart Wilson, die Casting-Regisseurin Nina Gold und die Executive Producer Michael Lerman und Julie Pastor sowie Koproduzentin Lola Oliyide. Mendes selbst hob vor allem die erstmalige Zusammenarbeit mit der britischen Schauspielerin Olivia Colman in der Hauptrolle sowie die erneute Kooperation mit Deakins hervor. In weiteren Rollen wurden die Darsteller Micheal Ward, Colin Firth, Toby Jones, Crystal Clarke und Tanya Moodie, Tom Brooke und Hannah Onslow gecastet.
Die Dreharbeiten begannen im Februar 2022 an der Südküste Englands. Im Mai desselben Jahres sollten weitere Szenen in Margate und an der Küste der Grafschaft Kent gedreht werden.

## Veröffentlichung und Rezeption
Der Film wurde am 9. Dezember 2022 von Searchlight Pictures in den US-amerikanischen Kinos veröffentlicht. Die Uraufführung fand am 3. September 2022 im Rahmen des Filmfestivals von Telluride statt. Ebenfalls ist eine Präsentation ab 12. September im Rahmen des Filmfestival von Toronto vorgesehen.
Ein Trailer wurde im August 2022 veröffentlicht.
Von den bei Rotten Tomatoes aufgeführten 242 Kritiken sind lediglich 45 Prozent positiv. Damit gilt Mendes’ Film als „verfault“ („rotten“). Das Fazit der Seite lautet: „Empire of Light enthält einige gute Darbietungen und ein paar brillante Blitze, aber diese Hommage an die Magie des Kinos ist enttäuschend banal“. Auf der Website Metacritic erhielt Empire of Light eine etwas bessere Bewertung von 55 Prozent Zuspruch, basierend auf mehr als 40 ausgewerteten englischsprachigen Kritiken. Dies entspricht gemischte oder durchschnittliche Kritiken („Mixed or average reviews“). Damit fielen die Reaktionen der englischsprachigen Fachkritik sehr viel schwächer aus, als bei Mendes’ vorangegangenen Werken.

## Auszeichnungen
Empire of Light wurde in der Filmpreissaison 2022/23 bisher für mehr als 30 internationale Film- bzw. Festivalpreise nominiert. Bei Bekanntgabe der Nominierungen für die British Academy Film Awards 2023 wurde der Film in drei Kategorien berücksichtigt.
| Filmpreis (Auswahl)                                     | Kategorie                            | Resultat  | Preisträger/ Nominierte     |
| ------------------------------------------------------- | ------------------------------------ | --------- | --------------------------- |
| American Society of Cinematographers Awards 2023        | Beste Kamera                         | Nominiert | Roger Deakins               |
| Black Reel Awards 2023                                  | Bester Nebendarsteller               | Nominiert | Micheal Ward                |
| Black Reel Awards 2023                                  | Bester Nachwuchsdarsteller           | Nominiert | Micheal Ward                |
| British Academy Film Awards 2023                        | Bester britischer Film               | Nominiert | Sam Mendes, Pippa Harris    |
| British Academy Film Awards 2023                        | Bester Nebendarsteller               | Nominiert | Micheal Ward                |
| British Academy Film Awards 2023                        | Beste Kamera                         | Nominiert | Roger Deakins               |
| Critics’ Choice Movie Awards 2023                       | Beste Kamera                         | Nominiert | Roger Deakins               |
| Camerimage 2022                                         | Goldener Frosch                      | Nominiert | Roger Deakins, Sam Mendes   |
| Florida Film Critics Circle Awards 2022                 | Beste Kamera                         | Nominiert | Roger Deakins               |
| Florida Film Critics Circle Awards 2022                 | Beste Filmmusik                      | Nominiert | Trent Reznor, Atticus Ross  |
| Golden Globe Awards 2023                                | Beste Hauptdarstellerin – Drama      | Nominiert | Olivia Colman               |
| Golden Reel Awards 2023                                 | Bester Tonschnitt – Dialoge & ADR    | Nominiert | Oliver Tarney, Rachael Tate |
| Hollywood Music In Media Awards 2022                    | Beste Filmmusik                      | Nominiert | Trent Reznor, Atticus Ross  |
| London Critics’ Circle Film Awards 2023                 | Beste britische/irische Darstellerin | Nominiert | Olivia Colman               |
| Oscarverleihung 2023                                    | Beste Kamera                         | Nominiert | Roger Deakins               |
| Satellite Awards 2023                                   | Beste Kamera                         | Nominiert | Roger Deakins               |
| Satellite Awards 2023                                   | Bestes Kostümdesign                  | Nominiert | Alexandra Byrne             |
| Washington DC Area Film Critics Association Awards 2022 | Beste Kamera                         | Nominiert | Roger Deakins               |
| Women Film Critics Circle Awards 2022                   | Bestes Leinwandduo                   | Nominiert | Olivia Colman, Micheal Ward |